# میرمحمدحسین سید کلال
میرمحمدحسین سید کلال(١٣٠٢-١٣٨٩) سیاست‌مدار ایرانی بود، که در دوره بیست و چهارم مجلس شورای ملی بعنوان نماینده تربت جام از استان حراسان رضوی در مجلس شورای ملی حضور داشت.